# Joseph Tawadros
Joseph Tawadros (né en 1983 au Caire, Égypte) est un joueur de oud et compositeur australien d’origine égyptienne. Il est le neveu du trompettiste égyptien Yacoub Mansi et le petit-fils du joueur de oud et compositeur Mansi Habib. Sa famille a émigré d’Égypte en Australie alors qu’il avait trois ans.
Il a été formé dans la tradition classique occidentale et a obtenu un bachelor en musique à la University of New South Wales.
Le style de Joseph Tawadros est décrit comme très éclectique. Selon The Sydney Morning Herald, "il a sorti le oud de son environnement traditionnel du Moyen-Orient et l’a introduit dans l’univers de la musique classique et du jazz".
Il a gagné le Australian Recording Industry Association Music Award (ARIA Award) en 2012, 2013 et 2014 pour le meilleur album de musiques du monde,,
Il a collaboré avec des musiciens tels que John Abercrombie, Jack DeJohnette, Bela Fleck, Joey DeFrancesco, Roy Ayers, Jean-Louis Matinier ou le Australian Chamber Orchestra et s’est produit plusieurs fois en France.
Dans son album World Music, Joseph Tawadros joue de 52 instruments, dont le oud, le qanun, la guitare portugaise, le saz, le violon, la basse électrique, l'accordéon et le kalimba) et son frère James Tawadros 11 instruments de percussion, dont le req, le bendir et le cajon).

## Discographie

### Albums
- 2004 - Storyteller (oud solo)
- 2005 - Rouhani (avec Bobby Singh)
- 2006 - Visions (avec James Tawadros)
- 2007 - Epiphany (avec James Tawadros et Ben Rodgers)
- 2008 - Angel (avec James Tawadros, Matt McMahon et Dimitri Vouras)
- 2009 - The Prophet - Music inspired by the poetry of Kahlil Gibran (oud solo)
- 2010 - The Hour of Separation (avec James Tawadros au riqq, John Abercrombie à la guitare électrique et John Patitucci à la basse ainsi que Jack DeJohnette en tant qu’invité spécial à la batterie sur quatre morceaux
- 2011 - The Tawadros Trilogy: Dawn of Awakening – avec divers musiciens
- 2012 - Concerto of The Greater Sea (avec Richard Tognetti et le Australian Chamber Orchestra, James Tawadros, Matt McMahon, Christopher Moore)
- 2013 - Chameleons of the White Shadow (avec Bela Fleck, Richard Bona, Roy Ayers, Joey DeFrancesco, James Tawadros, Jean-Louis Matinier)
- 2014 - Permission to Evaporate (avec Christian McBride, Matt MacMahon, Mike Stern et James Tawadros)
- 2015 - Truth Seekers Lovers and Warriors (avec James Crabb, James Greening, Matt McMahon et James Tawadros)
- 2016 - World Music (avec Joseph Tawadros (52 instruments, dont oud, qanun, guitare portugaise, saz, violon, basse électrique, accordéon et kalimba) et James Tawadros (11 instruments de percussion dont req, bendir et cajon).
- 2017 - Live at Abbey Road (avec James Tawadros)
- 2018 - The Bluebird, the Prophet and the Fool

### Musiques de film
Musique originale compose pour:
- I Remember 1948 (documentaire)
- The Last Days of Yasser Arafat (documentaire)
- Haneen (court-métrage)
- Checkpoint (court-métrage)